# Cork Jazz Festival
Le Cork Jazz Festival est un festival de jazz qui a lieu tous les ans à Cork en Irlande depuis 1978.
Coïncidant avec le long week-end du October Holiday (en), il attire pendant quatre jours près de 40 000 visiteurs.

## Histoire
En 1978, Jim Mountjoy, alors directeur commercial du Metropole Hotel de Cork, lance la première édition du festival. Il obtient le soutien de la marque de tabacs John Player, qui deviendra le sponsor officiel du festival jusqu'en 1982, suivi de Guinness qui a rebaptisé l'évènement Guinness Cork Jazz Festival.
Plusieurs lieux au centre-ville de Cork accueillent la programmation parmi lesquels la Triskel Christchurch et le Triskel Auditorium, tThe Cork School of Jazz, The Festival Club (au Metropole Hotel), et le Everyman Palace Theatre. La programmation laisse une place importante aux concerts gratuits, aux spectacles de rue, et aux ateliers de musique (masterclasses) pour les jeunes musiciens.